# هم‌جوش غضروفی
در کالبدشناسی، هنگامی که در یک مفصل غضروفی، ماده پیونددهنده از جنس غضروف شفاف باشد به این گونه از مفصل غضروفی، هم‌جوش غضروفی (انگلیسی: Synchondrosis) می‌گویند. به عنوان نمونه‌ای از هم‌جوش‌های غضروفی می‌توان به مفصل جناغی‌دنده‌ای (sternocostal) نخست اشاره کرد یعنی جایی که دنده اول به دسته جناغ می‌پیوندد.